# Max Kuttner
Max Kuttner (* 24. Februar 1883 in Baden bei Wien, Österreich-Ungarn; † 17. Oktober 1953 in  Straubing) war ein deutscher Opern- und Operettensänger (Tenor) und Rundfunksänger.

## Leben
Nach einer technischen Ausbildung arbeitete Kuttner zunächst beruflich in Frankfurt am Main als Konstrukteur, ließ sich dort aber gleichzeitig zum Sänger ausbilden. 1905 debütierte er am Lortzing-Theater in Berlin. Danach folgten einige Jahre Provinz, u. a. Posen, Weimar (im Herzogtum Sachsen-Weimar-Eisenach brachte er es zum Großherzoglich Weimarischen Hof-Opernsänger) und Colmar. Seine Spezialität wurden Partien für Tenorbuffo, in denen er sich auch als guter Schauspieler erwies. So sang er den Jacquino im „Fidelio“, den Monostatos in der „Zauberflöte“, den Pedrillo in der „Entführung aus dem Serail“ und vor allem Rollen in Lortzing-Opern. Seine Karriere vollzog sich fast ausschließlich auf den Bühnen Berlins.
In den 1920er Jahren verlegte er sich auf das Gebiet der Operette und sang mit glänzendem Erfolg an den großen hauptstädtischen Operettentheatern. Bekannt wurde er auch durch sein Auftreten am Berliner Rundfunk (seit 1924) und als Schallplattensänger.
Die ersten Aufnahmen, noch auf Edison-Amberol-Cylindern, kamen schon um 1910 heraus. Zahlreiche Schallplatten besang er danach für die Lindström-Marken Beka und Odeon, für Grammophon, Artiphon, Homocord und Vox. Die Opern- und Operetteneinspielungen mit Kuttner zählten zu den künstlerisch besten Produktionen der Zeit.
Kuttner war jüdischer Abstammung und flüchtete gegen Ende 1938 vor der Verfolgung im nationalsozialistischen Deutschland. Er emigrierte nach Shanghai, wo er unter Alfred Dreifuß mehrere Jahre Theater spielte. Nach 1945 zerfiel die Shanghaier Truppe, Max Kuttner kehrte im August 1947 nach Deutschland zurück. Es verschlug ihn nach Straubing in Niederbayern. Dort starb er am 17. Oktober 1953.

## Diskografie (Auswahl)

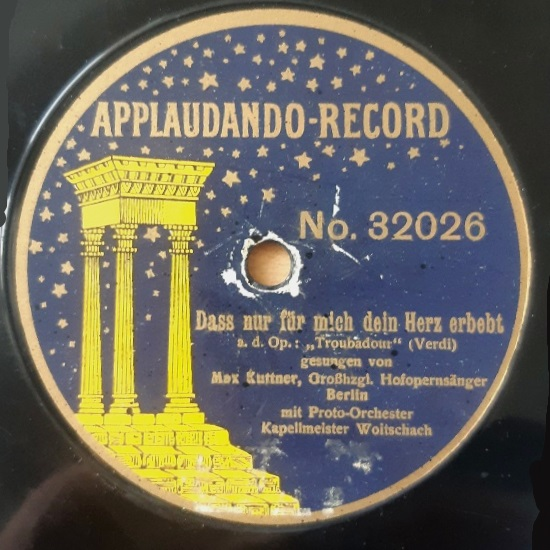
Schallplatte von Max Kuttner (Berlin ca. 1912)

- Schallplatte von Max Kuttner (Berlin ca. 1912)Grammophon 11 046 (15 852 b) Die Liebe, die uns zart umflicht. Trinklied aus „Hoffmanns Erzählungen“ (J. Offenbach)
- Zonophone 17 706 (13 535 r) Seemanns Los (W. Petrie-Martell) / (13 552 r) Seemanns Abschied (Ed.v.Werner)
- Grammophon 20 278 (3676 ar) Madonna du bist schöner als der Sonnenschein. Lied und Blues aus der Revue „Küsse um Mitternacht“ (Robert Katscher) / (3677 ar) Ich weiß ein Zimmer, das ist ganz ungeniert. Lied u. Foxtrot aus der Revue „Achtung Welle 505!“ (W. Kollo), mit Godwin-Ensemble.
- Vox 1954 (2827 B) Zigarettenlied („Da nehm ich meine kleine Zigarette“), aus „Der Orlow“ (B. Granichstaedten), mit Orchester Georges Boulanger.
- Homocord B.1852 (M 17 927) Ich hab das Fräul’n Helen baden sehn. Fox Trot (F. Raymond, Text: F.Grünbaum) / (M 17 905) Jonathan! (Er will einmal, sie will zweimal). Shimmy-Lied (Desider Seifert)
- Artiphon 2639 (C19527) Ich hab heut Nacht vom Rhein geträumt. Lied aus der Revue „Die Sünden der Welt“ (A.Egen, Text F.Rotter)
- Beka  B.6170 (33 569)  Always (Heimweh). Lied (Irving Berlin, dt. Text von Beda), mit Saxophon-Orchester Dobbri.
- Beka  B.3603-II (mx.)  Bitte, grüßt mir, liebe Sterne --- Heimatlied (Rosendal)
- Favorite Record 1-017179 Die Tango-Prinzessin, Ich bin verrückt (Jean Gilbert), Lucie Bernardo und Max Kuttner mit Orchesterbegleitung, Berlin
- Favorite Record 1-19817 Die Tango-Prinzessin, Ja, wenn das der Petrus wüßte (Jean Gilbert), Lucie Bernardo und Max Kuttner mit Orchesterbegleitung, Berlin